# دودکی-کولونگا
دودکی-کولونگا (به لهستانی:  Dudki-Kolonia) یک روستا در لهستان است که در گمینا مونگکی واقع شده‌است.